# Xyletinus fibyensis
Xyletinus fibyensis is een keversoort uit de familie klopkevers (Anobiidae). De wetenschappelijke naam van de soort is voor het eerst geldig gepubliceerd in 1949 door Lundblad.